# 1939年の阪急軍
1939年の阪急軍では、1939年の阪急軍の動向をまとめる。
この年の阪急軍は、山下実選手兼任監督の2年目のシーズンである。

## チーム成績

### レギュラーシーズン
| 順位 | 球団           | 勝利 | 敗戦 | 引分 | 勝率 | ゲーム差 |
| ---- | -------------- | ---- | ---- | ---- | ---- | -------- |
| 優勝 | 東京巨人軍     | 66   | 26   | 4    | .717 | -        |
| 2位  | 大阪タイガース | 63   | 30   | 3    | .677 | 3.5      |
| 3位  | 阪急軍         | 58   | 36   | 2    | .617 | 9.0      |
| 4位  | 東京セネタース | 49   | 38   | 9    | .563 | 14.5     |
| 5位  | 南海軍         | 40   | 50   | 6    | .444 | 25.0     |
| 6位  | 名古屋軍       | 38   | 53   | 5    | .418 | 27.5     |
| 7位  | 名古屋金鯱軍   | 36   | 56   | 4    | .391 | 30.0     |
| 8位  | ライオン軍     | 33   | 58   | 5    | .363 | 32.5     |
| 9位  | イーグルス     | 29   | 65   | 2    | .309 | 38.0     |

## できごと
- 5月6日 - 対南海（阪神甲子園球場）とのダブルヘッダー第2試合、宮口美吉に抑えられ0-1で迎えた6回、四球の西村正夫を二塁へ送ろうと山田伝がバントするも、宮口のエラーで一・二塁、この後バントと四球で一死満塁、そして黒田の左飛が犠牲フライで1点追加し同点。7回岸本が四球（ここで南海の投手は平野正太郎に交代）、続く田中が三塁前にバントしたが、三塁手・鶴岡一人が一塁へ悪送球し、岸本がホームイン、その後もヒットは出ないまま「ノーヒットで勝利」という珍試合となった。